# Spirostreptus spirobolinus
Spirostreptus spirobolinus är en mångfotingart som beskrevs av Karsch 1881. Spirostreptus spirobolinus ingår i släktet Spirostreptus och familjen Spirostreptidae. Inga underarter finns listade i Catalogue of Life.